# Melitta nigricans
Melitta nigricans é uma espécie de insetos himenópteros, mais especificamente de abelhas pertencente à família Melittidae.
A autoridade científica da espécie é Alfken, tendo sido descrita no ano de 1905.
Trata-se de uma espécie presente no território português.